# Thomas Endres
Thomas Endres (n. 12 septembrie 1969, Würzburg, RFG) este un scrimer german, medaliat olimpic. A participat la o ediție a Jocurilor Olimpice (1988) în care a câștigat o medalie de argint.

## Participări
Lista de mai jos prezintă principalele competiții la care a participat Thomas Endres de-a lungul carierei.
- fencing at the 1988 Summer Olympics – men's team foil[*]